# Gisekia pharnacioides
Espèce
Gisekia pharnacioides est une espèce de la famille des Gisekiaceae. Elle est présente en Afrique et à La Réunion.

## Description
Gisekia pharnacioides est une plante herbacée annuelle, glabre, un peu charnue à racine pivotante. Elle présente de nombreuses tiges, d'abord dressées, puis étalées, souvent roses ou rouges, atteignant 70 cm de long et 2 mm de diamètre. Elles sont très ramifiées, par dichotomies irrégulières. Les entre-nœuds sont de 5-10 cm de long. 
Les feuilles sont alternes, parfois opposées ou accompagnées des feuilles plus courtes d'un court rameau axillaire ; les pétioles sont de 1-4 mm de long ; les limbes sont elliptiques ou subspatulés, à sommets obtus ou mucronulés, de dimensions très diverses sur un même rameau, de 1-4 cm de long et de 4-10 mm de large [plus étroit pour  la variété linearis (Schum. et Thonn.) Oliv.], cuivrées in vivo, laissant voir in sicco les très nombreux traits blancs des raphides. 
Les inflorescences sont en cymes axillaires de 15-20 fleurs, tantôt très contractées en glomérules subsessiles denses, à pédicelles de 2-4 mm de long, tantôt à pédoncule atteignant 1,5 cm de long et à fleurs subsessiles pour la variété congesta, ou à pédicelles de 6-12 mm de long pour la variété pedunculata. Ces différents types d'inflorescences pouvant se trouver sur un même individu. 
Les périgones sont à segments ovales, atténués vers le sommet obtus, de 2 mm de long, membraneux à sec, vert à l'extérieur, blanc, jaune ou rose à l'intérieur in vivo. Les cinq étamines sont incluses, à filets élargis vers le bas et persistants après la chute des anthères qui sont bifides ; les cinq carpelles sont suborbiculaires, aplatis ; les stigmates sont insérés asymétriquement. 
Les fruits sont des akènes de 2 mm de diamètre montrant à la surface d'insertion sur le réceptacle un anneau blanc, oblique, de 0,3 mm de diamètre ; le péricarpe est mince, transparent, parsemé de verrues ou papilles blanches. Les graines sont noires, ponctuées de très petites dépressions.

## Systématique
Le nom correct complet (avec auteur) de ce taxon est Gisekia pharnacioides L..